# Grafengehaig
Grafengehaig ("G-Town") là một đô thị thuộc huyện Kulmbach bang Bayern nước Đức

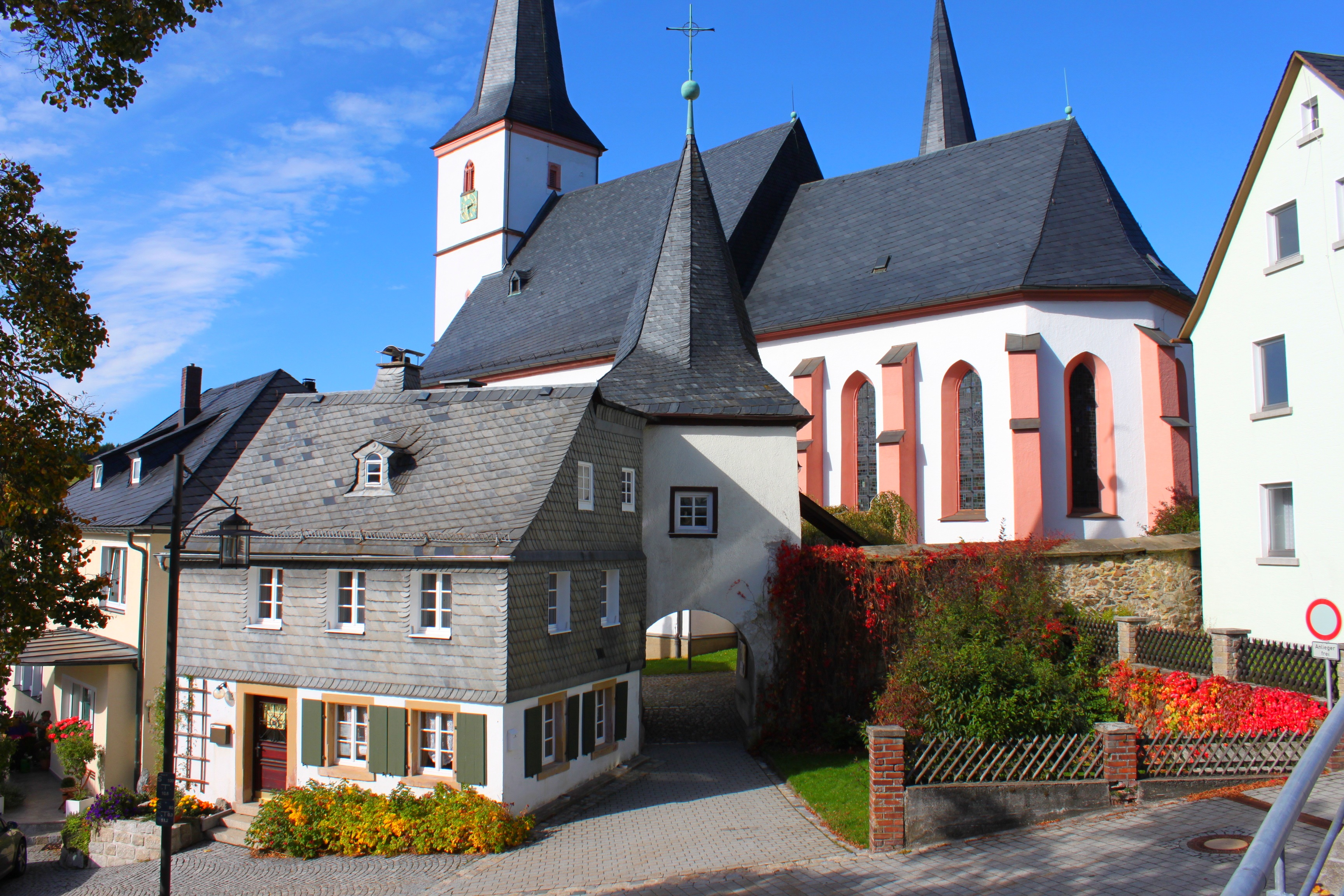
Church of Grafengehaig